# Parafia św. Mikołaja Biskupa w Wolborzu
Parafia pw. św. Mikołaja Biskupa w Wolborzu – parafia rzymskokatolicka znajdująca się w archidiecezji łódzkiej w dekanacie wolborskim.
Parafia erygowana przez arcybiskupa gnieźnieńskiego Jakuba ze Żnina (1126–1148). Do roku 1764 parafia należała do archidiecezji gnieźnieńskiej.
Jest to rodzinna parafia ks. arcybiskupa metropolity łódzkiego Władysława Ziółka.
3 marca 1544 roku arcybiskup gnieźnieński Piotr Gamrat nadał kościołowi pod wezwaniem świętego Mikołaja w Wolborzu tytuł kolegiaty i erygował przy nim kapitułę. W 1819 r. nakazem władz carskich Kapituła Kolegiacka przestała istnieć. Dla upamiętnienia setnej rocznicy umieszczenia w głównym ołtarzu świątyni obrazu Matki Bożej Częstochowskiej, ks. arcybiskup Władysław Ziółek dekretem z dnia 26 czerwca 2010 roku przywrócił Kapitułę Kolegiacką Wolborską.
Przy kolegiacie w Wolborzu, w sali parafialnej, działa biblioteka parafialna, czynna w każdą niedzielę od godz. 9:00 do 12:00.
Od 2011 roku w parafii działa Klub Inteligencji Katolickiej.

## Miejscowości należące do parafii
Białkowice nr 1–48, Bogusławice Dąbrowa, Bogusławice PSO-bloki, Bogusławice PSO-domki, Bogusławice PSO-Wesoła, Bogusławice wieś, Borek, Brudaki, Gazomia Nowa, Gazomia Stara, Gazomka, Komorniki, Krzykowice, Kuznocin nr 1–30, Lubiatów, Łaknarz, Młynary, Polichno-Budy, Polichno, Proszenie, Psary-Lechawa, Psary Stare, Psary Witowskie, Świątniki, Lubiatów-Zakrzew, Zwierzyniec, Żarnowica Duża, Żarnowica Mała, Żywocin.